# Alberto Briaschi
Alberto Briaschi (Thiene, 13 giugno 1964) è un dirigente sportivo ed ex calciatore italiano, di ruolo centravanti e ala sinistra. È fratello minore di Massimo Briaschi.

## Biografia

### Giocatore
Cresciuto alle giovanili del Lanerossi Vicenza, fu aggregato in prima squadra dal 1983 al 1986, giocando appena 2 partite in tre stagioni. Fu quindi dirottato alla Centese; rientrato a Vicenza, rimase una sola stagione (5 gol in 28 gare). Le annate successive vestì maglie di Vis Pesaro e Alessandria, in Serie C1, rimediando due retrocessioni in C2. Nell'estate 1990 fu ingaggiato dall'Arezzo, in C1, dove rimase per due anni e segnando 10 gol nella stagione 1991-92.
Rientrato nuovamente a Vicenza, costituì col compagno Ferdinando Gasparini un affiatato tandem di attacco, e contribuì al passaggio dalla C1 alla Serie A dei biancorossi. Dopo il debutto in massima categoria, chiuso da Otero e Murgita, nel novembre 1995 scese in Serie B accasandosi al Perugia, contribuendo alla promozione nella massima serie della squadra. Fu poi ingaggiato dall'Ancona, in C1, con promozione in B nel 1996-97. Chiuse la carriera al Bassano Virtus, in Serie D, dove militò un paio d'anni.

### Dirigente
Dal 2000 a marzo 2009 fu direttore sportivo del Bassano Virtus. Nel giugno 2010 diventò direttore sportivo del Mezzocorona. Successivamente, nel 2011 fu dirigente del Delta Porto Tolle. Continua nelle stagioni successive, con lo stesso incarico, dapprima nella formazione dell'Altovicentino in serie D per poi proseguire nel padovano con Este e Luparense, dall'agosto 2020, nella medesima categoria. Nel giugno 2022 viene nominato nuovo direttore sportivo del Treviso in Eccellenza veneta.Ad Agosto 2023 viene ingaggiato come Direttore Sportivo dal Campodarsego Calcio.